# Genyornis newtoni
Genyornis newtoni (лат.) — вид вымерших птиц из семейства дроморнитид отряда гусеобразных. Видовое название дано в честь английского орнитолога Альфреда Ньютона (1829—1907).

## Описание
Это последний представитель семейства Дроморнитидов. Вид существовал в плейстоцене. Огромные нелетающие птицы ростом до 215 см, весом 200—240 кг жили в лесах и степях Австралии. Скорее всего, были растительноядными, так как в их ископаемых останках найдены гастролиты, свойственные растительноядным птицам, когтей, как у хищных птиц, они не имели. Исчезли между 47 и 43,4 тыс. лет назад. 

## Вымирание
Вероятнее всего причинами вымирания являлись охота людей, сбор яиц, которые были в 2 раза крупнее, чем у эму, частые сокрушительные пожары и повышение аридности климата. Первые люди появились в Австралии около 55 тыс. лет назад, в пользу антропогенного фактора вымирания свидетельствуют данные, что 55 тыс. лет назад Genyornis newtoni ещё процветали, а уже 47 тыс. лет назад они были редки. По всей Австралии обнаружены более 200 мест с ископаемыми находками обожжённой на костре скорлупы яиц этого вида, со следами приготовления и употребления в пищу первобытными людьми, датированные от 53,9 до 43,4 тыс. лет назад. Исследование в 2022 году древнего протеина, извлечённого из ископаемой скорлупы, подтвердило, что некоторые яйца принадлежали Genyornis newtoni, таким образом первобытные люди 50 000 лет назад собирали, готовили на костре и употребляли в пищу яйца этого вида. Так как дроморнитиды, судя по всему, отличались низкой скоростью размножения и полового созревания, то, вероятно, сбор яиц людьми был основной причиной исчезновения Genyornis newtoni.

## Находки
В мае 2010 года археологи нашли в одной из пещер на севере Австралии наскальный рисунок, на котором были изображены две птицы, которые были идентифицированы как Genyornis newtoni. По мнению некоторых экспертов, детализация изображения говорит о том, что доисторический художник прекрасно знал, как выглядит живая птица. А значит, либо этот рисунок является древнейшим примером наскальной живописи за всю историю человечества (возрастом более 40 тыс. лет), либо Genyornis newtoni существовал дольше, чем считалось до сих пор. Достоверно доказать, что этот рисунок изображает именно Genyornis newtoni, а не австралийского полулапчатого гуся и эму, сложно, так как рисунок довольно примитивный.